# Estádio da Ressacada
Das Estádio da Ressacada ist ein Fußballstadion in der brasilianischen Stadt Florianópolis. Es bietet Platz für 15.000 Zuschauer und dient dem Verein Avaí FC als Heimstätte.

## Geschichte

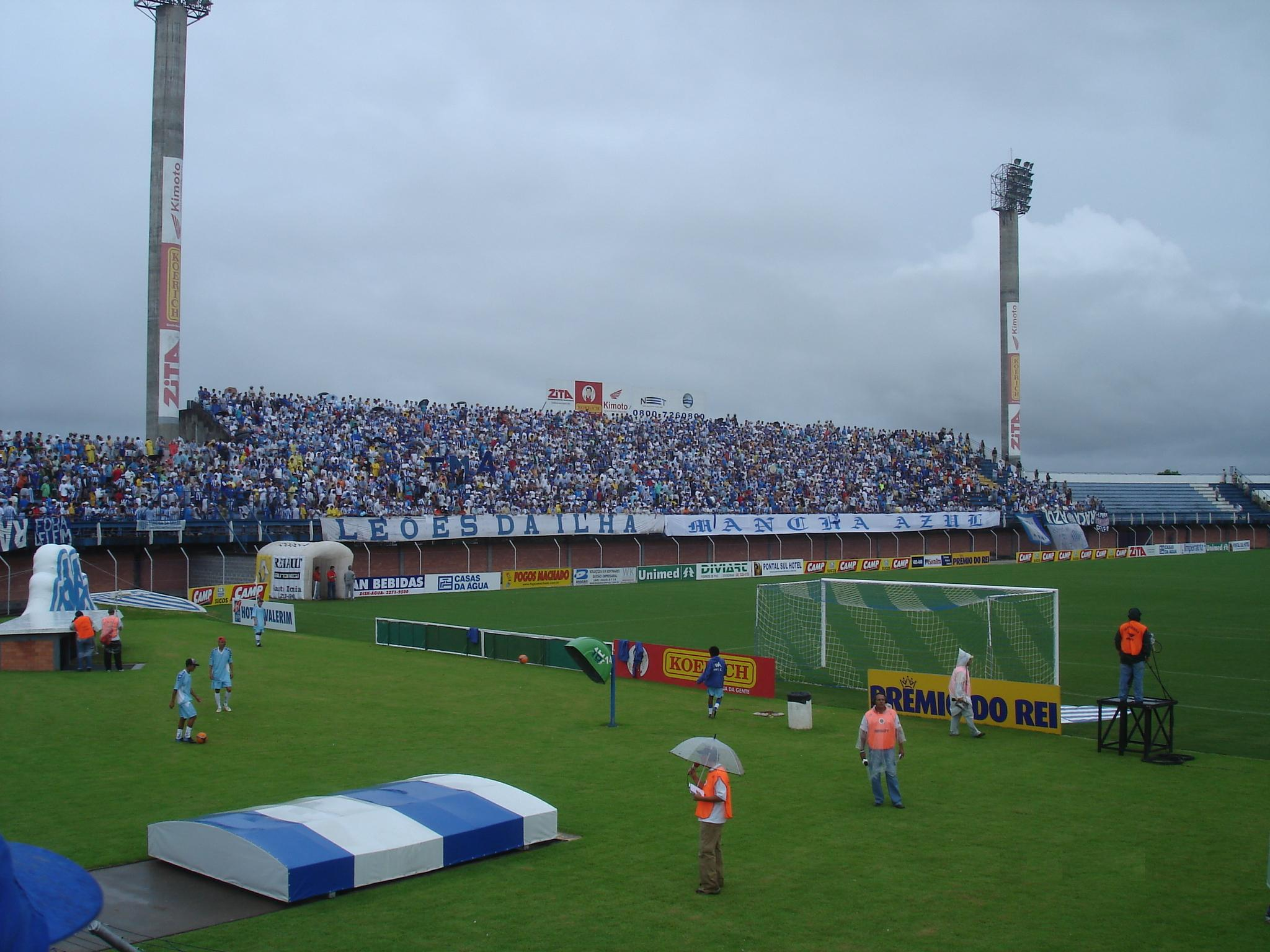
Blick ins Stadion

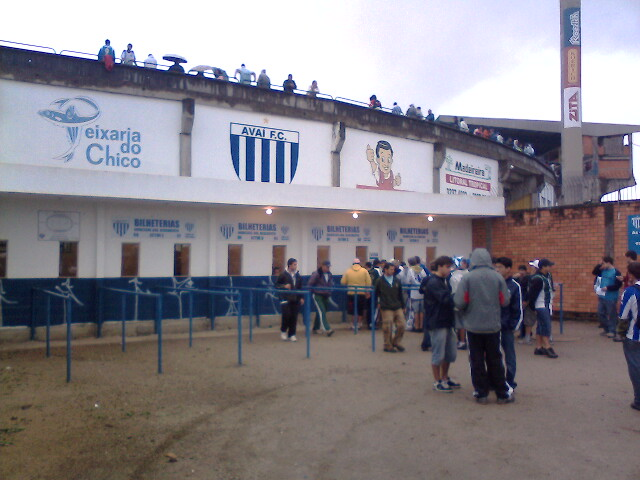
Außenansicht des Stadions

Das Estádio da Ressacada in Florianópolis, der Hauptstadt des brasilianischen Bundesstaates Santa Catarina, wurde in den Jahren 1982 und 1983 erbaut und am 15. November 1983 eröffnet. Zum ersten Spiel im neuen Stadion trafen sich Avaí FC und CR Vasco da Gama aus Rio de Janeiro zu einem Freundschaftsspiel, das mit 6:1 durch den Spitzenverein aus der Metropole im Süden Brasiliens gewonnen wurde. Das erste Tor im neuen Stadion wurde bei diesem Spiel durch den Vasco-Spieler Wilson Tadei erzielt. Seit diesem Tag nutzt der örtliche Verein Avaí FC das Ressacada als Austragungsort für Heimspiele. Der Verein spielte bereits viele Jahre in der ersten brasilianischen Liga, der Série A, ein größerer Titel konnte aber noch nicht gewonnen werden. Im Jahr 2011 erfolgte dann jedoch der Abstieg in die Série B. Allerdings konnte bereits fünfzehn Mal die Staatsmeisterschaft von Santa Catarina gewonnen werden. Neben den Spielen von Avaí FC fanden auch schon einige Länderspiele der brasilianischen Fußballnationalmannschaft im Estádio da Ressacada statt. Weiterhin spielte hier auch schon das brasilianische Olympiateam.
Das Estádio da Ressacada ersetzte 1983 das Estádio Adolfo Konder, das von 1930 bis zum Abriss 1982 das Heimstadion von Avaí FC war und Platz bot für 14.000 Zuschauer. Das neue Stadion hat heute eine Kapazität von 15.000 Zuschauerplätze. Die Rekordkulisse im Stadion wurde erreicht, als am 17. Juli 1988 der regionale Verein Blumenau im Rahmen der Staatsmeisterschaft von Santa Catarina bei Avaí FC zu Gast war und 19.000 Zuschauer den 2:0-Erfolg von Avaí FC verfolgten.